# Axel von Ambesser
Axel von Ambesser (22 de juny de 1910 - 6 de setembre de 1988) va ser un actor, director i guionista de nacionalitat alemanya.

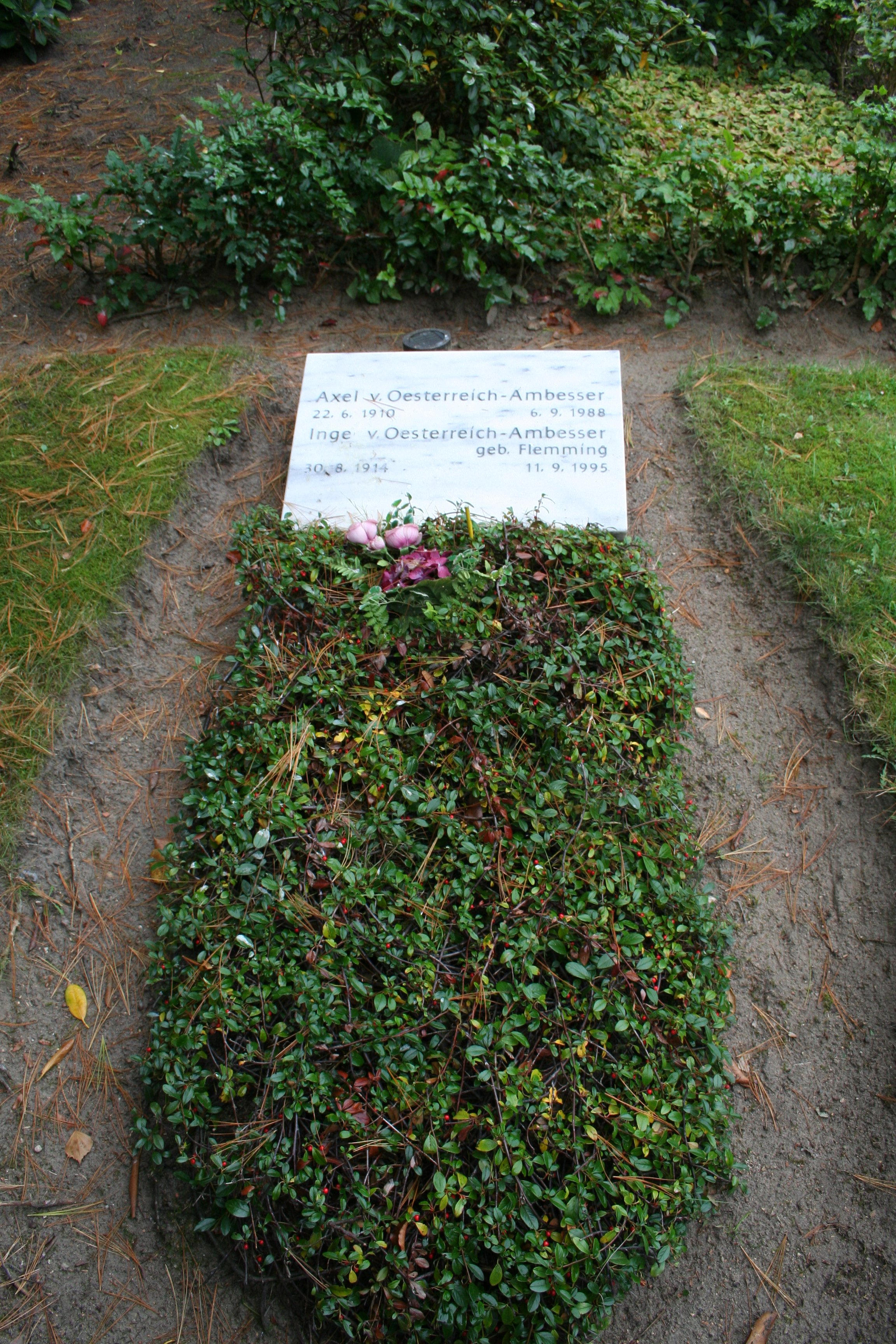
Tomba d'Axel von Ambesser al Cementiri Alter Niendorfer

## Biografia
El seu veritable nom era Axel Eugen Alexander von Oesterreich, i va néixer en Hamburg, Alemanya, sent els seus pares el comerciant d'importació i exportació Alexander von Oesterreich (1875–1949) i la seva esposa, Marie Luise von Massow (1881–1953), filla del general Robert von Massow. Seguint el consell del seu pare va triar el nom artístic „Axel von Ambesser“, amb el qual podia ser nomenat abans que uns altres gràcies a l'ordre alfabètic. Sense tenir educació interpretativa, va rebre l'oferta del director Erich Ziegel per a actuar al Hamburger Kammerspiele, on va rebre classes d'actuació de Hans Stiebner i Maria Loja. En aquesta època va formar part del col·lectiu d'actors d'Hamburg fundat pels seus amics Gerhard Hinze i Hanuš Burger.
En els anys del Tercer Reich va formar part de diversos conjunts teatrals. Amb papers d'herois juvenils, va actuar al Stadttheater d'Augsburg, al Teatre de Cambra de Múnic d'Otto Falckenberg, i en 1936 al Deutsches Theater de Heinz Hilpert, a Berlín. També sota la direcció de Hilpert, Ambesser va actuar al Theater in der Josefstadt de Viena. Gustaf Gründgens finalment el va portar al Staatstheater de Berlín. En aquesta època també va treballar per al cinema, actuant per exemple a Frauen sind keine Engel (1943). Ambesser va ser inclòs per Joseph Goebbels en la Gottbegnadeten-Liste d'artistes representatius del Reich per la seva importància en la cinematografia alemanya.

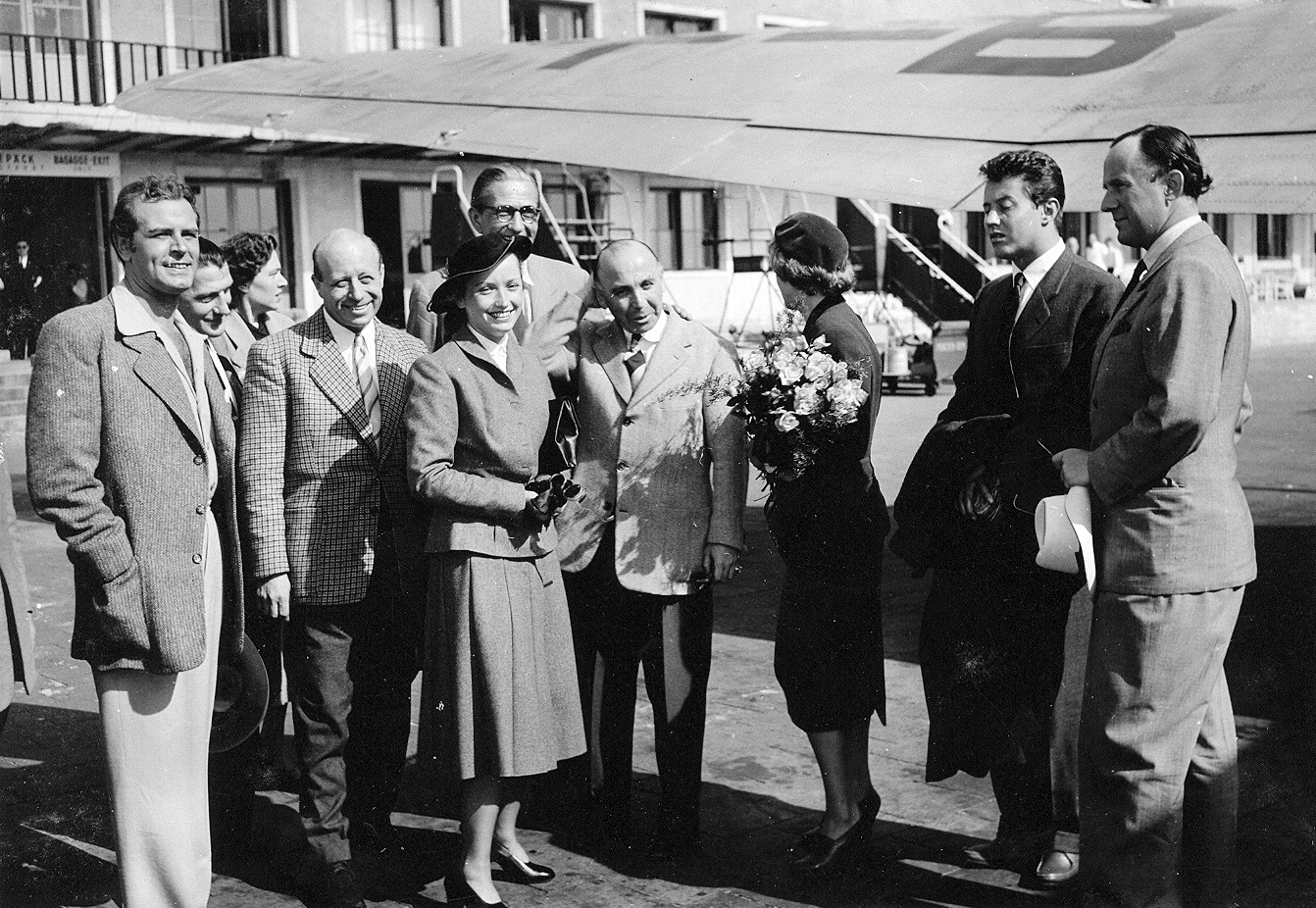
Axel v. Ambesser (der.) amb part de l'equip de Verträumte Tage i L'aiguille rouge en 1950

Finalitzada la Segona Guerra Mundial, Axel von Ambesser cada vegada va treballar més com a autor per al teatre, el cinema i la televisió, escrivint també per al cabaret Die Schaubude de Múnic. Igualment, va tenir èxit com a director de cinema, destacant de les seves pel·lícules Der Pauker (1958) i Der brave Soldat Schwejk (1960), totes dues protagonitzades per Heinz Rühmann, sent nominada l'última al Globo d'Or a la millor pel·lícula estrangera. Altres cintes importants van ser Der Gauner und der liebe Gott (1960, amb Gert Fröbe), Kohlhiesels Töchter (1962, amb Liselotte Pulver) i el film dedicat al Pare Brown Er kann's nicht lassen (1962), també amb Heinz Rühmann. En aquest temps Axel von Ambesser va ser també vist com a actor, treballant entre altres produccions a Gustav Adolfs Page, film on encarnava Albrecht von Wallenstein. Com a actor de veu, va treballar a Es muss nicht immer Kaviar sein (1961, amb O. W. Fischer) i doblà Charlie Chaplin a Monsieur Verdoux.
En la seva faceta teatral, dirigí obres pròpies com Das Abgründige in Herrn Gerstenberg, Max Mahnke als Mensch, Begegnung im Herbst, Wie führe ich eine Ehe? i Omelette Surprise a teatres de Berlín, Múnic, Hamburg, Colònia, Düsseldorf, Frankfurt del Main i Viena, interpretant també primers papers. En els anys de la postguerra Axel von Ambesser va ser l'autor viu en llengua alemanya més representat, més fins i tot que Carl Zuckmayer i Bertolt Brecht. Els seus últims papers teatrals van arribar amb l'estrena mundial a Múnic de la peça de Curth Flatow Romeo mit grauen Schläfen, i amb l'opereta de Ralph Benatzky La posada del Cavallet Blanc, portada a escena al Raimundtheater de Viena.
En anys posteriors, Ambesser va treballar també amb freqüència en la televisió, participant en xous com Begegnung im Herbst, Omelette Surprise, Der Vorhang fällt, Großer Bahnhof, Alte Sünden rosten nicht i Tatort. Poc abans de la seva mort en 1988 va aparèixer a l'episodi de la sèrie Die Schwarzwaldklinik Der alte Herr. A més, va participar en l'emissió del 12 de juliol de 1988 del programa de ARD Die Montagsmaler, sent acompanyat per la seva filla Gwendolyn en la seva última intervenció televisiva.
L'any 1985 va publicar la seva autobiografia Nimm einen Namen mit A, i el 1987 la novel·la Aber fragt mich nur nicht wie …
Axel von Ambesser es va casar en 1937 amb l'actriu Inge von Ambesser, nascuda Flemming (1914–1995). La seva filla, Gwendolyn von Ambesser, és també actriu, directora i autora, a més de dissenyadora teatral.
Von Ambesser va morir en Múnic l'any 1988. Va ser enterrat en el Cementiri Alter Niendorfer d'Hamburg, figurant en la seva làpida v. Oesterreich, el seu veritable cognom. El seu extens patrimoni escrit es conserva en poder de la Acadèmia de les Arts de Berlín.

## Premis i honors
- 1961: Nominació al Globus d'Or per Der brave Soldat Schwejk
- 1971: Orde del Mèrit de Baviera
- 1975: Orde del Mèrit de la República Federal d'Alemanya
- 1979: Anell Johann Nestroy
- 1981: Orde Bavarès de Maximilià per a les ciències i les arts
- 1985: Filmband in Gold per la seva trajectòria cinematogràfica
- 1985: Gran Creu Federal al Mèrit

## Llibres
Biografia;
- Nimm einen Namen mit A. Ullstein, Frankfurt Main 1988, ISBN 3-548-20904-1.

Novela;
- Aber fragt mich nur nicht, wie ... Roman. Ullstein, Fráncfort Meno 1990, ISBN 3-548-22280-3.

Piezas propias;
- Die Globus AG zeigt: „Ein Künstlerleben“. Komödie. Verlag Ahn & Simrock, Hamburgo 1939.
- Der Hut. Schwank in 3 Akten. Verlag Ahn & Simrock, Hamburgo 1940.
- Wie führe ich eine Ehe? Kursus in 3 Akten. Verlag Ahn & Simrock, Hamburgo 1940.
- Lebensmut zu hohen Preisen. Komödie. Verlag Ahn & Simrock, Hamburgo 1943
- Das Abgründige in Herrn Gerstenberg. Desch Verlag, Múnich 1946
- Der Fall der Witwe von Ephisus. Verlag Ahn & Simrock, Hamburgo 1949.
- Mirakel im Müll oder wie man Arbeit vermeidet. Ein Lebensbild in 3 Akten. Verlag Ahn & Simrock, Hamburgo 1959.
- Begegnung im Herbst. Komödie in 3 Akten. Desch Verlag, Múnich 1967.
- Max Mahnke als Mensch. Komödie in 3 Akten. Desch Verlag, Múnich 1973.
- Omelette Surprise. Ein Spaß in 5 Akten. Verlag Ahn & Simrock, Hamburgo 1979.
- Die Schule der Witwen. Phantastische Posse. Verlag Ahn & Simrock, Hamburgo 1981.

Adaptacions;
- Lope de Vega: Tumult in Narrenhaus. Lustspiel in 3 Aufzügen ("Los locos de Valencia"). Verlag Ahn & Simrock, Hamburgo 1953.
- Joseph von Eichendorff: Die Freier. Lustspiel in 3 Aufzügen. Desch Verlag, Múnich 1967.
- Brandon Thomas: Charleys Tante. Schwank in 3 Akten ("Charley's aunt"). Verlag Ahn & Simrock, Hamburgo 1950
- Eugène Marin Labiche: Der Florentinerhut. Posse in 5 Akten ("Un chapeau de paille d'Italie"). Drei Masken Verlag, Múnich 1965.
- Molière: Der eingebildete Kranke. 3 Akte mit Musik und Tanz ("Le malade imaginaire"). Chronos-Verlag, Hamburgo 1950.
- George Farquhar: Der Werbeoffizier. Komödie in 2 Akten ("The recruiting officer"). Ahn & Simrock, Múnich 1964 (junto a Robert Gillner).

## Filmografia
- 1935: Der Gefangene des Königs
- 1938: Der Kampf um Anastasia (curt)
- 1939: Ein hoffnungsloser Fall
- 1939: Salonwagen E 417
- 1939: Die unheimlichen Wünsche
- 1939: Eine kleine Nachtmusik
- 1940: Das Herz der Königin
- 1940: Traummusik
- 1941: Annelie
- 1941: Der Tanz mit dem Kaiser
- 1943: Frauen sind keine Engel
- 1943: Die kluge Marianne
- 1943: Karneval der Liebe
- 1944: Der Revisor (adaptació a TV)
- 1944: Der Mann, dem man den Namen stahl
- 1945: Das Mädchen Juanita
- 1945: Verlobte Leute
- 1948: Die seltsamen Abenteuer des Herrn Fridolin B.
- 1949: Verspieltes Leben
- 1949/1950: Sie sind nicht mehr
- 1950: Drei Mädchen spinnen
- 1950: Verträumte Tage
- 1952: Der Mann in der Wanne
- 1952: Monsieur Verdoux (doblatge de Chaplin)
- 1952: Tanzende Sterne
- 1953: Drei von denen man spricht (també guió y direcció)
- 1954: Columbus entdeckt Krähwinkel (només guió)
- 1954: Bruder Martin (només direcció)
- 1955: Ihr erstes Rendezvous (només direcció)
- 1956: Der Herr Ornifle (TV)
- 1956: Pygmalion (TV)
- 1956: Wie führe ich eine Ehe? (TV, només guió)
- 1957: Die Freundin meines Mannes (també direcció)
- 1957: Amphitryon (TV, també director)
- 1958: Der Pauker (només direcció)
- 1958: Frau im besten Mannesalter (només direcció)
- 1959: Die schöne Lügnerin (només direcció)
- 1959: Bezaubernde Arabella (també direcció)
- 1960: Der brave Soldat Schwejk (direcció)
- 1960: Der Gauner und der liebe Gott (només direcció)
- 1960: Gustav Adolfs Page
- 1961: Eine hübscher als die andere (només direcció)
- 1961: Höllenangst (TV, director)
- 1962: Er kann's nicht lassen (només direcció)
- 1962: Der Firmling (TV, només direcció)
- 1962: Kohlhiesels Töchter (només direcció)
- 1963: Frühstück im Doppelbett (direcció)
- 1963: Harlekinade (TV)
- 1963: Es war mir ein Vergnügen
- 1964: Die fünfte Kolonne (sèrie TV), episodi Schattenspiel
- 1964: Das hab ich von Papa gelernt (també direcció)
- 1964: Heirate mich, Chéri (direcció)
- 1965: Das Liebeskarussell (també direcció)
- 1965: Die fromme Helene (també direcció)
- 1966: Das Abgründige in Herrn Gerstenberg (TV, també guió i direcció)
- 1967: Der Werbeoffizier (TV, també director)
- 1968: Haus Herzenstod (TV)
- 1970: Ardèle oder das Gänseblümchen (TV)
- 1971: Der erste Frühlingstag (TV, només direcció)
- 1971: Der fidele Bauer (TV, només direcció)
- 1973: Tod auf der Themse (TV)
- 1974: Die schöne Helena (TV, director)
- 1975: Hände gut, alles gut (TV, només director)
- 1976: Tatort (sèrie TV), episodi Annoncen-Mord
- 1977: Begegnung im Herbst (TV, també guió i direcció)
- 1979: Der Eisvogel (TV, també director)
- 1980: Die liebe Familie (sèrie TV)
- 1981: Bring es mir bei, Celine (TV, només direcció)
- 1982: Omelette Surprise (TV, també guió i direcció)
- 1983: Frau Juliane Winkler (TV)
- 1983: Die Violette Mütze (TV, només direcció)
- 1983: Großer Bahnhof (TV)
- 1984: Ein idealer Gatte (TV)
- 1984: Alte Sünden rosten nicht (TV, també direcció)
- 1985: Aus familiären Gründen (TV, només direcció)
- 1986: Der Vorhang fällt (TV, també guió)
- 1986: Nie sollst Du mich befragen...  (TV)
- 1988: Die Schwarzwaldklinik (sèrie TV), episodi Der alte Herr

## Ràdio
- 1963: Herbert Asmodi: Die Harakiri-sèrie, direcció de Hans-Dieter Schwarze (BR/HR)
- 1969: John Wainwright: "Der Mörder der Emma Forcett", direcció d'Otto Kurth (WDR)